# Kula Atlagić
Kula Atlagić falu Horvátországban Zára megyében. Közigazgatásilag Benkovachoz tartozik.

## Fekvése
Zárától légvonalban 29, közúton 39 km-re délkeletre, községközpontjától 4 km-re északnyugatra, Dalmácia északi részén, Ravni kotari és Bukovica határán fekszik.

## Története
A mai Kula Atlagić három középkori falu, Opatija vagy Opace (Opache), Bojišta (Boista)  és Tiklici (Ticlichi) helyén keletkezett. Mai nevén csak a török uralom idejétől, 17. század végétől szerepel. A név a falu akkori birtokosának Atli agának a nevéből származik, akinek udvarháza, illetve tornya (kula) volt a településen. Az aga a Klisszáért vívott csatában tűnt fel, ő vágta le a hős várkapitány Krusics Péter fejét.
Ez a torony a feltételezések szerint a mai "Kulinovac" nevű kút közelében állt, mivel a kút is róla kapta a nevét. Maradványait később meg is találták a kúttól 200 méterre északra. A török kiűzése során 1683-ban a keresztény seregek az udvarházat kifosztották és lerombolták. Köveit idővel beépítették a falu házaiba, illetve a helyiek elmondása szerint egy részük a Szent Miklós templom falában és körítőfalában található. A török kiűzése után 1693-ban Atanasije Ljubojevic dabro-boszniai metropolita vezetésével a boszniai törökellenes szerb felkelés menekültjei érkeztek erre a vidékre, aki ezután néhány évig itt élt a faluban. A falu 1797-ig a Velencei Köztársaság része volt. Miután a francia seregek felszámolták a Velencei Köztársaságot és a campo formiói béke értelmében osztrák csapatok szállták meg. 1806-ban a pozsonyi béke alapján az Első Francia Császárság Illír Tartományának része lett. 1815-ben a bécsi kongresszus újra Ausztriának adta, amely a Dalmát Királyság részeként Zárából igazgatta 1918-ig. A településnek 1857-ben 330, 1910-ben 562 lakosa volt. Az első világháború után előbb a Szerb-Horvát-Szlovén Királyság, majd Jugoszlávia része lett. A második világháború idején 1941-ben a szomszédos településekkel együtt Olaszország fennhatósága alá került. Az 1943. szeptemberi olasz kapituláció után visszatért Horvátországhoz, majd újra Jugoszlávia része lett. 1991-ben lakosságának 94 százaléka szerb, 5 százaléka horvát nemzetiségű volt. 1991 szeptemberében szerb lakói csatlakoztak a Krajinai Szerb Köztársasághoz és a település szerb igazgatás alá került. Ekkor rombolták le a katolikus templomot. 1995 augusztuságban a Vihar hadművelet során foglalta vissza a horvát hadsereg. 2011-ben 184 lakosa volt, akik főként mezőgazdasággal és állattartással foglalkoztak.

## Lakosság
| Lakosság változása | Lakosság változása | Lakosság változása | Lakosság változása | Lakosság változása | Lakosság változása | Lakosság változása | Lakosság változása | Lakosság változása | Lakosság változása | Lakosság változása | Lakosság változása | Lakosság változása | Lakosság változása | Lakosság változása | Lakosság változása |
| ------------------ | ------------------ | ------------------ | ------------------ | ------------------ | ------------------ | ------------------ | ------------------ | ------------------ | ------------------ | ------------------ | ------------------ | ------------------ | ------------------ | ------------------ | ------------------ |
| 1857               | 1869               | 1880               | 1890               | 1900               | 1910               | 1921               | 1931               | 1948               | 1953               | 1961               | 1971               | 1981               | 1991               | 2001               | 2011               |
| 330                | 411                | 466                | 422                | 470                | 562                | 579                | 668                | 972                | 1.039              | 1.107              | 1.054              | 926                | 913                | 151                | 184                |

## Nevezetességei
- Szent Miklós tiszteletére szentelt szerb pravoszláv templomát[6] eredetileg római katolikus templomként Szent Mátyás apostol tiszteletére szentelték. A templom a falu temetőjében a Benkovacról Korlat felé menő út mellett áll, 6,24 méter hosszú és 4,24 méter széles. Homlokzata felett harangtoronnyal. Oldalbejáratánál fennmaradt az építőit és az építés idejét rögzítő bevésett felirat: „An(n)o D(omi)ni MCCCCXXXXVI die XXV mensis octubri fuit c(on)pleta eclesia ista tres magistri era(n)t Lupus Nicolas G(e)orgius de Iadra p(ro)cutarores eclesie Nicolaus Dracetic et Ratco Colanc et universis viri vile Ticlichi.” Amely körülbelül annyit jelent, hogy a templom építését 1446. október 25-én a zárai Farkas, Miklós és György mesterek elvégezték, amikor Tiklici falu elöljárói Nicola Dracetić és Ratko Kolanc voltak. A templom eredetileg egyszerű, gótikus stílusban épített épület volt, erős gótikus boltozattal, hajóval és szentéllyel. A nyugati bejárat feletti cirill betűs felirat szerint 1795-ben megújították. A templomot gazdagon díszített ikonosztáz ékesíti, amely a benkovaci Szent János templom mesterének a munkája.[2]
- A Szent Péter templom[7] a 11. században épült. Egyike a középkori Ninből Kninbe menő „Via magna” melletti nevezetes építményeknek. A templom Benkovactól 3 km-re egy kis magaslaton található, mely balra lekanyarodva egy erdőn át vezető földúton néhány száz métert megtéve érhető el. Egyhajós épület négyszögletes apszissal. A délszláv háború során ezt is lerombolták, újjáépítésére 1999 és 2000 között került sor. Jellegzetes tagolt falfelülete mutatja, hogy csak a délnyugati fala eredeti. A fal négy (két sarok és két közbenső) lizéna által határolt három részre oszlik, melyek között három íves alakzat látható. Falában két kora román növényi ornamentikával diíszített kő dombormű töredékét találták meg, közülük az egyiken felirat is található egy Budimir nevű nemesúr nevével. E két töredék kora megfelel a templom építési idejének. A középkorban egy ideig a templomosok gondozták, mivel 1184-ben Máté nini püspök gazdag birtokok jövedelmével együtt a rendnek adta. Ispotályt is működtettek mellette, mely III. Orbán pápa oltalma alatt állt.[2]
- Szent Miklós tiszteletére szentelt újabb szerb pravoszláv templomát 1893-ban építették a régi templommal átellenben historizáló stílusban. A templom görög kereszt alaprajzú, a kereszt szárainak metszésében épített kupolával. Homlokzata felett dalmát stílusú nyitott harangtorony emelkedik. Ikonosztázát 1910-ben Simeon Vukojević akadémiai festőművész készítette.